# Константин Кирков (революционер)
 Тази статия е за революционера.  За офицера вижте Константин Кирков (офицер).  
Константин (Коста, Костадин) Иванов Кирков е български революционер – анархист, един от главните организатори на солунските атентати.

## Биография
Костадин Кирков е роден през 1882 година във Велес, тогава в Османската империя. Става член на кръга на „Гемиджиите“, докато учи в Солунската българска мъжка гимназия, и участва в солунските атентати през 1903 година. Заедно с Тодор Богданов успяват да вземат 200 лири откуп от бащата на Константин Кирков. На 16 април вечерта прекъсва с взрив осветлението и водоснабдяването на града, в резултат на което целият Солун потъва в мрак. На 18 април е убит при опит да взриви телеграфопощенската станция.